# Щерю Арнаут
Щерю, Стерю или Стрельо Арнаут е български майстор-строител от Ранното Възраждане, представител на Брациговската архитектурно-строителна школа.

## Биография
Роден е в 1780 година в костурското село Омотско, тогава в Османската империя, днес Ливадотопи, Гърция. В 1791 година семейството му се изселва в Брацигово. Занимава се със строителство и заедно с Драго, Ицо Гърнето, Райчо, Дуко, Зога, Йорго, Михо Копаран и други е един от първомайсторите на брациговския строителен еснаф. В 1837 година построява църквата „Света Богородица" в Хасково. Участва и в строежа на Хасковската часовникова кула.
Автор е и на много други църкви, джамии и часовникови кули.

## Родословие
От Щерю Арнаудов и неговия първороден син Атанас Арнаудов тръгва големият хасковски род Арнаудови. Роден в 1812 година Атанас Щерьов Арнаудов идва с родителите си в Хасково на 20 години и вероятно работи заедно с баща си. Синът му Георги, роден около 1840 година, заедно със съпругата си Вашили създава голямо семейство с четирима сина: Атанас, Костадин, Яню и Георги, и една дъщеря - Мариола. Братя Арнаудови се занимават с печелившите в тези години лозарство и винопроизводство.